# Wipturm
Der Wipturm war ein Wehrturm der mittelalterlichen Stadtbefestigung der Magdeburger Altstadt. Der Turm ist nicht erhalten und verschwand im Zeitraum des 17./18. Jahrhunderts.

## Lage
Der Turm befand sich im Bereich des heutigen Fürstenwalls am Ufer der Elbe, zwischen den heute noch bestehenden Wehrtürmen Turm hinter der Ausfahrt der Möllenvogtei und Kiek in de Köken.

## Geschichte
Unterhalb des Magdeburger Doms bestand im Bereich des Domfelsens die sogenannte Domfurt, die das Passieren der Elbe im Zuge des Fernhandelsweges nach Osten, weiterführend über die Klus ermöglichte. Im 13. Jahrhundert wurde im Bereich der Domfurt eine hölzerne Brücke über die Elbe errichtet. Auf dem stadtseitigen Westufer der Elbe wurde diese Brücke von einem frei stehenden, teilweise aus Holz errichteten, runden Turm gesichert. Die Brücke stürzte am 13. Juli 1275 während einer Prozession ein, nach dem sie zuvor im Winter des gleichen Jahres durch ein Hochwasser beschädigt worden war. Der Turm blieb unbeschädigt. Im Jahr 1361 wurde dieser alte Bergfried dann durch einen aus Grauwacke-Bruchstein errichteten Turm ersetzt. Der gleichfalls runde Turm trug auf seinen unteren Geschossen einen schlankeren Aufbau.
Unmittelbar nördlich des Wipturms und somit zwischen dem Turm und dem Kiek in de Köken verlief später die Zufahrt von der Elbe zum 1377 errichteten erzbischöflichen Elbhafen, der für das Jahr 1520 bereits wieder als verfallen beschrieben wird. Der kleine Hafen lag zwischen dem Turm und der Stadt. Am Wipturm war ein Kranausleger befestigt, mit dessen Hilfe Schiffe be- bzw. entladen wurden. Von dieser Besonderheit des Turms leitet sich sein Name ab.
Der Turm diente außerdem wohl auch als Elbzollstelle. Noch im 1632 von Otto von Guericke angefertigten Grundriss der Stadt Magdeburg ist der Wipturm erwähnt. Auf Festungskarten der Festung Magdeburg wird der Wipturm nicht mehr als Turm dargestellt, allerdings springt die Stadtmauer an diesem Punkt nach Osten vor. Es dürfte sich hierbei um die Ummauerung der Reste des Wipturms handeln. Bei Anlegung des Fürstenwalls Anfang des 18. Jahrhunderts wurden alle Wehrtürme in diesem Bereich, bis auf den Turm hinter der Ausfahrt der Möllenvogtei und Kiek in de Köken, bis auf die Höhe des Walls gekürzt.